# Jan Boubli
Jan Lorenzo Boubli (Parigi, ...) è un giocatore di poker francese.
Il suo miglior risultato ottenuto all'European Poker Tour è il 1º posto nella stagione 2005/2006 all'evento di Barcellona (guadagno: 426000 €).